# Goaliath
Goliath – oficjalna maskotka Mistrzostw Europy w Piłce Nożnej 1996 w Anglii.
Po sukcesie maskotki na mistrzostwach świata 1966 w Anglii, jaką był lew o imieniu Willie, wybór maskotki na mistrzostwa Europy 1996, których Anglia również była gospodarzem, wybór ponownie padł na lwa, który jest symbolem Wielkiej Brytanii. Goaliath tym samym przerwał passę królików, które były maskotkami dwóch poprzednich turniejów (1988, 1992).
Maskotka reprezentuje powrót piłki nożnej do ojczyzny, za którą uważana jest Anglia. Ma pomarańczową grzywę, nosi na sobie barwy reprezentacji Anglii: białą koszulkę i niebieskie spodnie oraz białe skarpetki i buty piłkarskie oraz trzyma pod prawym ramieniem piłkę. Imię nawiązuje do biblijnego filistyńskiego wojownika Goliata, pokonanego przez Dawida.